# Otegem
Otegem is een dorp in het zuidoosten van West-Vlaanderen en een deelgemeente van Zwevegem. Het was een zelfstandige gemeente tot aan de gemeentelijke herindeling van 1977. Otegem bleef een landelijke gemeente, ondanks de fusie. Bestuurlijk en gerechtelijk behoort de gemeente tot het arrondissement Kortrijk. Sinds 1977 vormt het samen met Heestert, Moen, Sint-Denijs en Zwevegem de fusiegemeente Zwevegem. Otegem wordt omschreven als een landbouw- en woondorp waarbij de bodem bestaat uit klei-, zandleem- en zandgronden.

## Geschiedenis
In een handschrift van de Gentse Sint-Pietersabdij dat dateert van 988 wordt de naam van de gemeente voor het eerst vermeld. Daarin staat te lezen: "Herebrandus tradidit sancto Petro alodem, id est Otingehem cum aecclesia in eadem villa sita super fluvium Scaldum, cum omni integritate in culturis, pratis, pascuis et mancipiis ad ipsam aecclesiam pertinentibus". Ook de kerk wordt vermeld. De benaming "Otingehem" komt van "Utinga haim": dat "woning van de lieden van Uhto" betekent.
Vanaf de 13e eeuw behoort het grootste deel van de parochie (centrum en zuiden) op administratief vlak tot de kasselrij Oudenaarde. Het kleinere noordelijke deel dat in het oosten begrensd werd door de Vichte- of Kasselrijbeek ressorteert onder de kasselrij Kortrijk en wordt "de Splete van Otegem" genoemd. In dit deel bezit de graaf van Vlaanderen al in de 10e of 11e eeuw beboste en andere woeste gronden die afhingen van het grafelijk domein van Harelbeke. De dorpsheerlijkheid is zeker vanaf 1233 in handen van de heren van Avelgem: tot 1416 zijn dit leden van het geslacht van Steenhuize. Door het huwelijk van Maria met Jan van Brugge, heer van Gruuthuse, wordt Otegem eigendom van het beroemde Brugse geslacht. In 1602 komt de dorpsheerlijkheid door huwelijk in het bezit van de familie de Richardot. In 1701 wordt de familie d'Ursel door erfenis de nieuwe bezitter van de heerlijkheid Otegem. Zij blijven deze titel voeren tot aan de Franse Revolutie.
In de tweede helft van de 16e eeuw heeft de gemeente sterk te lijden onder de godsdiensttroebelen. In 1572 en 1578 wordt de kerk leeggeroofd. In 1579 wordt de streek regelmatig geplunderd door de onmiddellijke nabijheid van de strategisch belangrijke forten van Avelgem en Outrijve, in 1581 is slechts 20% van de akkers bezaaid. De streek is grotendeels verwoest en ontvolkt en de gronden liggen braak.
Vanaf 1644 begint een nieuwe periode van rampen en oorlogen. In 1645-48 zet Lodewijk XIV zijn zinnen op de Nederlanden, waardoor er zowel Fransen als Spanjaarden in de regio opereren. Tot het einde van de 17e eeuw blijft de streek tussen Menen, Kortrijk en Oudenaarde het toneel van talloze gevechten (1659, 1667, 1683, 1689) met wisselende bezettingen door Spanjaarden en Fransen als gevolg. In 1694 wordt het dorp door de Fransen geplunderd tijdens de Negenjarige Oorlog (1688-1697). In het begin van de 18e eeuw vangt er een periode van vrede aan.
Vanaf circa 1720 start er een bloeiende weefnijverheid (thuisnijverheid). Door een sterke bevolkingsaangroei komt er in 1771 een overproductie van textiel, in 1779 storten de prijzen ineen. Op het einde van de 19e en in het begin van de 20e eeuw is er een sterke groei, hoofdzakelijk bedrijven met een ambachtelijk karakter worden opgericht. In de tweede helft van de 20e eeuw telt de gemeente 32 thuisweverijen en een vijftal weverijen. Daarnaast is er een fabriek voor het vervaardigen van spoelmolens, een atelier waar ploegen gemaakt worden en een constructiewerkplaats.
In 1771 wordt de huidige pastorie opgetrokken. In 1788-1791 wordt door toedoen van de Sint-Pietersabdij en vele naamloze giften van de parochianen de huidige kerk gebouwd naar ontwerp van architect Colin. Vanaf 1801 ressorteert de parochie onder het bisdom Gent. In 1846 wordt ze overgeheveld naar het bisdom Brugge.
In 1927 wordt de Herrekotmolen, de laatste molen op Otegems grondgebied, gesloopt. De molen wordt voor het eerst vermeld in 1648, in de Eerste Wereldoorlog wordt hij door de Duitsers gebruikt als uitkijkpost, hij wordt zwaar beschadigd tijdens hun aftocht. De molen wordt hersteld maar wordt na een blikseminslag in 1927 gesloopt. Andere molens waren de Molen van Otegem (gelegen ten zuidzuidoosten van de kerk); de Bosmolen, aangeduid op de Ferrariskaart (1770-1778) en voor het eerst vermeld in 1571 was gelegen aan de Mussestraat en waaide in 1921 omver. De Stampkot of Stampersmolen (Sint-Annastraat 26) eveneens weergegeven op Ferraris wordt gesloopt in 1924 en de Sloufe of Sloeve cf. Ferrariskaart (1770-1778) was gelegen in de Zwevegemstraat en wordt gesloopt in 1922.
In 1947 wordt de Fatimakapel gebouwd op de plaats waar de Herrekotmolen stond. De kapel wordt opgetrokken uit liefde en devotie voor de Heilige Maagd. Het bedehuis wordt plechtig ingewijd op 20 juni 1948.
Op 25 oktober 1918 zijn er gevechten te Otegem, op 27 oktober vallen er meerdere slachtoffers door een Duitse gasaanval. Tijdens de Tweede Wereldoorlog vormt Otegem tussen 6 en 8 september 1944 opnieuw het strijdtoneel van gevechten tijdens de zogenaamde "Tweede slag van Oudenaarde". De gevechten vinden plaats in de buurt van de Scheldestraat."

## Demografische ontwikkeling
- Bronnen:NIS, Opm:1831 tot en met 1970=volkstellingen; 1976 = inwoneraantal op 31 december

## Bezienswaardigheden

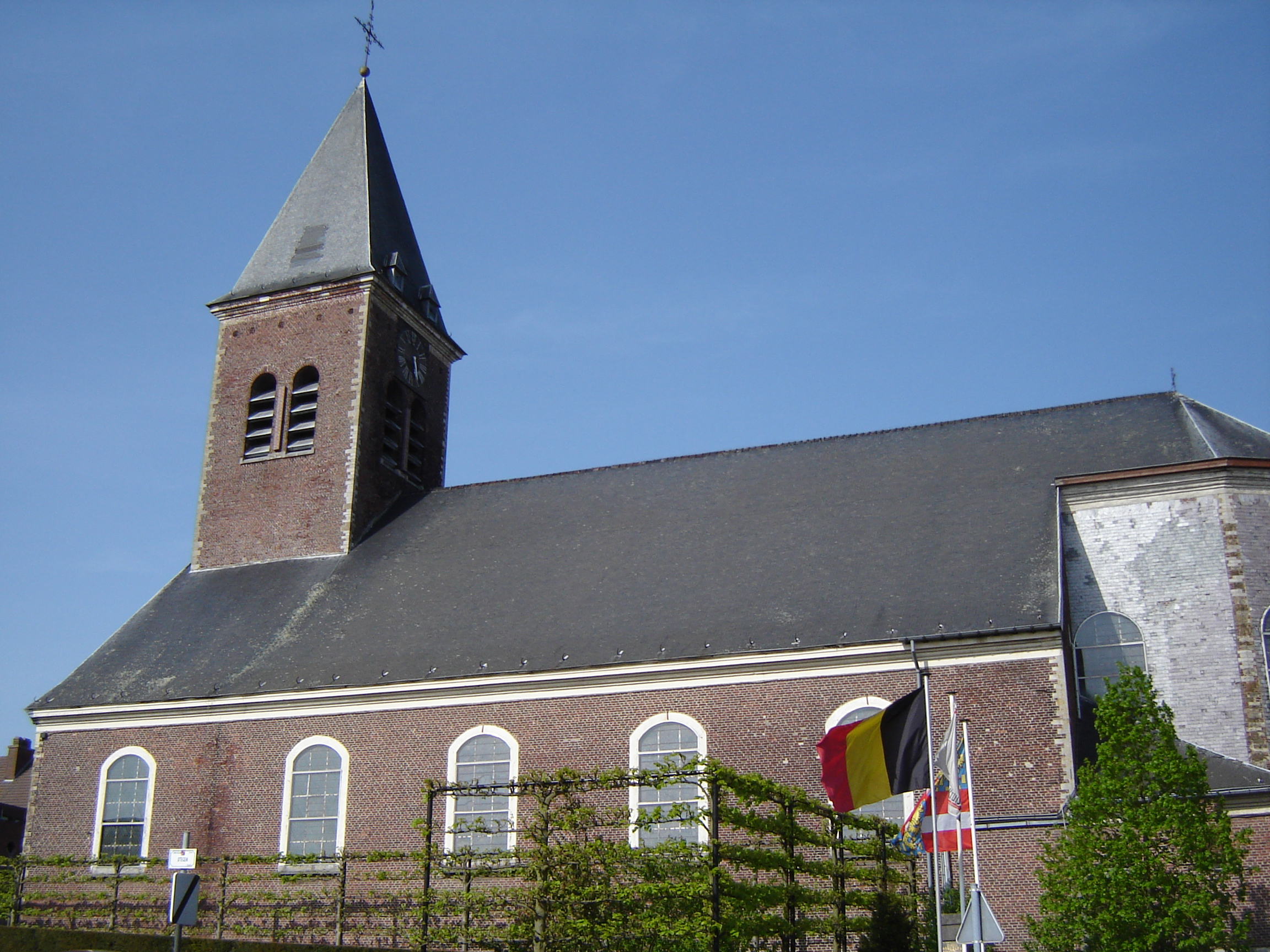
Sint-Amandus en Sint-Annakerk

- De Sint-Amandus en Sint-Annakerk, gebouwd van 1788 tot 1796.
- De historische inrijpoort van het vroegere Kasteel te Diesvelt
- De vele kapelletjes in Otegem.
- De Deweer Gallery was een museum voor eigentijdse kunst, kunst tussen de koeien, dat in 2019 voor het laatst geopend was.
- Galerie 10a werd geopend in 2017 en toont eigentijdse kunst.

## Natuur en landschap
Otegem ligt in Zandlemig Vlaanderen en de hoogte varieert van 15-52 meter. Enkele riviertjes op het grondgebied zijn de Beek te Biest, de Scheebeek en de Sint-Arnoldusbeek.

## Cultuur
Otegem is het kleinste dorp van de fusiegemeente Zwevegem. Het ligt uitgestrekt op de heuvelrug tussen de Schelde en de Leie. Het dorp is landelijk gebleven. In 1998 werd het 1000-jarig bestaan van het dorp gevierd. De bewoners zijn trots op hun dorp, vandaar de West-Vlaamse spreuk Tiegem, berg en dal, Yvegem lang en smal, maar Otegem de fleure van al! (Yvegem = Ingooigem). Het 1000-jarig bestaan werd uitbundig het hele jaar gevierd. De cultuurstoet was hiervan het hoogtepunt op 28 september.

## Toerisme
Het Diesveldpad werd ter ere van het 1000-jarig bestaan van Otegem aangelegd.
De naam van het pad is afkomstig van de Diesveldstraat, die de enige straat is die aan het historische verleden van Otegem doet herinneren. Diesveld was vroeger een kasteel, namelijk Kasteel te Diesvelt.
De naam van het kasteel wordt met een t geschreven. Dit zorgde dan ook voor enige discussie. De bewoners van de hoeve kozen voor Diesvelt, en houden het ook hierop.

## Sport
Voetbalclub Blauwvoet Otegem is aangesloten bij de KBVB en actief in de provinciale reeksen.
Blauwvoet Otegem speelde in het seizoen 2014/2015 kampioen in tweede provinciale B en ging zo over naar eerste provinciale.
De voorzitter van Blauwvoet Otegem is sinds 2016 Mathieu Salembier. Hij kreeg de fakkel door van Yves Goemaere. Het plein zelf bevindt zich in de Scheldestraat 14B. Het clublokaal is café Belvère in de Zwevegemstraat 2. Het KBVB-stamnummer van de club is 4181.
In januari is er de Internationale Betafence cyclocross op de dag na het BK cyclocross.

## Nabijgelegen kernen
Sint-Lodewijk, Heestert, Avelgem, Ingooigem